# Rudolf Suter (Germanist)
Rudolf Suter-Christ (* 3. Februar 1920 in Brugg; † 17. April 2011 in Basel; heimatberechtigt in Basel) war ein Schweizer Germanist und Journalist.

## Leben
Suter absolvierte das Humanistische Gymnasium in Basel. Er studierte Germanistik, Geschichte und lateinische Philologie und promovierte an der Universität Basel über die frühe Basler Mundartdichtung. Von 1945 bis 1950 arbeitete er als Mittellehrer, anschliessend als Journalist, zunächst beim Radio und ab 1956 als Redaktor der Basler Nachrichten. Von 1972 bis 1977 war er Lehrbeauftragter an der Ingenieurschule beider Basel und Vizepräsident der kantonalen Heimatschutzkommission (jetzt Stadtbildkommission). Ab 1978 war er Redaktor des Christoph-Merian-Verlags.
Im Auftrag der Christoph-Merian-Stiftung verfasste er 1976 – nach dem Vorbild von Albert Webers zürichdeutschen Grammatik – eine baseldeutsche Grammatik und 1984 ein baseldeutsches Wörterbuch. Diese beiden Grundlagenwerke, die auf breite Anerkennung stiessen, verschafften ihm den Ruf als Basler «Dialektpapst». 1995 erhielt er die Johann-Peter-Hebel-Plakette verliehen.
Suter war im Besitz eines grossen Teils des Nachlasses seines Urgrossvaters Jonas Breitenstein, den er dem Dichter- und Stadtmuseum Liestal schenkte.

## Werke (Auswahl)
- Die baseldeutsche Dichtung vor J. P. Hebel. Basler Mundart und Mundartforschung im 17. und 18. Jahrhundert. Vineta, Basel 1949 (Dissertation).
- Basel und das Erdbeben von 1356. Helbing und Lichtenhahn, Basel 1956.[2]
- Baseldeutsch-Grammatik. Christoph Merian Verlag, Basel 1976, ISBN 3-85816-001-6; 3. Auflage 1992, ISBN 3-85616-048-5.
- mit Marilise Rieder und Hans Peter Rieder: Basilea botanica. Vom Safran bis zum Götterbaum. Birkhäuser, Basel 1979, ISBN 3-7643-1096-0.
- Baseldeutsch-Wörterbuch. Christoph Merian Verlag, Basel 1984, ISBN 3-85616-019-1; 3. Auflage 2006, ISBN 978-3-85616-305-1.